# Пимм, Стюарт
Стюарт Леонард Пимм (Stuart Leonard Pimm; род. 27 февраля 1949, Дербишир, Англия) — американский учёный-эколог и общественный деятель, специалист по биоразнообразию и сохранению природы, занимается проблематикой современного вымирания животных и вопросами его предотвращения.
Профессор Университета Дьюка (с 2002), член Американской академии искусств и наук (2004).
В 2002 году назван ISI одним из наиболее цитируемых учёных в мире.

## Биография
Окончил Оксфордский университет (бакалавр зоологии, 1971). Степень доктора философии по биологии получил в 1974 году в Университете штата Нью-Мексико (NMSU). В 2005 году будет назван «Выпускником года» своего колледжа искусств и наук.
С 1975 года ассистент-профессор, в 1979—1982 гг. ассоциированный профессор Техасского технологического университета. С 1982 г. ассоциированный профессор, в 1986—1999 гг. профессор Университета Теннесси. С 2002 г. профессор Университета Дьюка. Также с 2001 года экстраординарный профессор Преторийского университета (ЮАР).
Входит в совет Union of Concerned Scientists.
Член редколлегий журналов «Evolutionary Ecology Research and Biodiversity and Conservation», «Animal Conservation» и «Current Biology».
Натурализовавшийся гражданин США.
Женат с 1990 года, двое детей.
Поворотным моментом в его обращении к экологии стала его поездка на Гавайи в 1978 году, во время которой он был шокирован тем, сколько птиц там уже вымерло или оказалось близкими к вымиранию.
Автор более 270 научных работ, в том числе обзорных статей в Nature и Science, четырёх книг.
В 1982 году выпустил свою первую книгу «Food Webs», а в 1991 г. вторую — «The Balance of Nature? Ecological Issues in the Conservation of Species and Communities». В 2001 г. вышла его книга «The World According to Pimm: A Scientist Audits the Earth».
Автор статей в Британской энциклопедии.

## Награды и отличия
- 1993 — Pew Scholar in Conservation and the Environment (Pew Charitable Trusts[англ.])[4]
- 1994 — Kempe Award for Distinguished Ecologists[англ.] (Швеция) (первый удостоенный)
- 1999 — Aldo Leopold Leadership Program (Стэнфордский университет)
- 2004 — Marsh Award for Conservation Biology[англ.] (Лондонское зоологическое общество)
- 2006 — Премия Хейнекена (Нидерландской королевской АН)
- 2006 — Edward T. LaRoe III Memorial Award (Society for Conservation Biology[англ.])
- 2007 — Премия Уильяма Проктера за научные достижения
- 2010 — Премия Тайлера (по представлению Э. О. Уилсона и при поддержке Томаса Лавджоя)[7]
- International Cosmos Prize (2019)